# Леон Сперлинг
Леон Сперлинг (Краков, 7. август 1900. — Лавовски гето, 15. децембар 1941) био је пољски фудбалер.
Сперлинг је рођен у Кракову, а био је Јевреј. Био је фудбалски нападач, играо је на левом крилу. Сперлинг је представљао Краковију, тим који је водио 1921, 1930. и 1932. ка титулама у првенству Пољске. Такође је одиграо 16 утакмица за пољски национални тим, укључујући и једину утакмицу Пољске на Олимпијским играма у Паризу 1924. године. Сматрали су га веома квалитетним дриблером. Такође је тренирао у Лавову. Сперлинг је једна од легенди Краковије Краков.
Нацисти су Сперлинга убили у Лавовском гету у децембру 1941. Његов јеврејски саиграч Јозеф Клоц такође је убијен у холокаусту.